# جرج‌تاون (کلرادو)
جرج‌تاون (به انگلیسی: Georgetown) شهری در ایالت کلرادو کشور ایالات متحده آمریکا است که جمعیت آن در سرشماری سال ۲۰۱۰ میلادی، ۱٬۰۳۴ نفر بوده‌است.